# Sound of Silence (chanson)
Pour les articles homonymes, voir Sound of Silence.
Ne doit pas être confondu avec The Sound of Silence.
Chansons représentant l'Australie au Concours Eurovision de la chanson
Tonight Again
(2015) Don't Come Easy
(2017)
Sound of Silence (« Son du silence » en français) est la chanson qui représente l'Australie au Concours Eurovision de la chanson 2016 à Stockholm, interprétée par la chanteuse australienne Dami Im. Elle est écrite et composée par Anthony Egizii et David Musumeci et produite par DNA Songs. 
Elle sort en téléchargement le 11 mars 2016 chez Sony.

## Classement
| Classement                         | Meilleure position |
| ---------------------------------- | ------------------ |
| Australie (ARIA)                   | 5                  |
| Autriche (Ö3 Austria Top 40)       | 39                 |
| Belgique (Flandre Ultratip 100)    | 11                 |
| Finlande (Suomen virallinen lista) | 11                 |
| France (SNEP)                      | 69                 |
| Allemagne (Media Control AG)       | 57                 |
| Pays-Bas (Nederlandse Top 40)      | 100                |
| Écosse (OCC)                       | 53                 |
| Espagne (PROMUSICAE)               | 37                 |
| Suède (Sverigetopplistan)          | 17                 |
| Suisse (Schweizer Hitparade)       | 55                 |
| Royaume-Uni (UK Singles Chart)     | 160                |